# Dunnigan
Dunnigan es un lugar designado por el censo ubicado en el condado de Yolo en el estado estadounidense de California. En el año 2010 tenía una población de 167 habitantes.

## Geografía
Dunnigan se encuentra ubicado en las coordenadas 38°53′4″N 121°58′3″O / 38.88444, -121.96750.